# ビージー・アデール
ビージー・アデール（Beegie Adair、1937年12月11日 - 2022年1月23日）は、アメリカ・ケンタッキー州バーレン郡出身のジャズ・ピアニスト。

## 略歴
祖母の勧めで5歳からピアノをはじめる。ウェスタン・ケンタッキー大学にてピアノを勉強するとともに音楽教育を専攻し卒業。ジャズ・バンドに所属し、子供たちに音楽を教える。
その後、ナッシュビルに移住し、広告代理店勤務、秘書などを務める傍らセッション・ミュージシャンとして活動。WSM-TV（米NBC系列）とラジオ、またABCにて『ザ・ジョニー・キャッシュ・ショー』（1969年-1971年）に出演。チェット・アトキンス、ヴィンス・ギル、ドリー・パートンほか数々の人気ミュージシャンと共演した。ビージー・アデールとしてのアルバム・デビューは『Escape To New York』（1982年）。ソロはもちろんだが自身が結成したトリオでも活躍し、ビートルズ、エルヴィス・プレスリー、1950年代から1970年代のフランク・シナトラ、ナット・キング・コール、他、オールタイム・ベストの名曲をしなやかなピアノでカバー。今まで参加したアルバム作品は40作ほどにのぼる。
よく親しまれたスタンダード・ナンバーのメロディの美しさをそのままに、エレガントで洗練されたアレンジが、日本でもジャズ・ファンからポップス・ファンまで幅広い層に浸透している。日本では東京・銀座の老舗レコード店で1万枚に達する売れ行きを記録。2010年「いい日旅立ち」をボーナストラックとして収録し話題をさらった日本デビュー・アルバム『マイ・ピアノ・ロマンス』は、年間ジャズ・アルバム・チャート1位を記録する大ヒットとなった。同年、続いてリリースされた『マイ・ピアノ・ジャーニー』、『マイ・ピアノ・クリスマス』、2011年『マイ・ピアノ・メモリー』もジャズ・チャート1位を記録。キャピトル東急ホテルのオープニング・セレモニーでの演奏を含む2回の来日公演を果たす。
2022年1月23日、自宅にて死去したことが彼女のオフィシャルサイト及び公式SNSで明らかにされた。84歳没。

## ディスコグラフィ

### リーダー・アルバム
- Escape to New York (1998年、Cap Records)
- 『マイ・ピアノ・コレクション〜フォー・フランク・シナトラ』 - Frank Sinatra Collection: A Musical Tribute (1997年、Green Hill)
- 『マイ・ピアノ・コレクション〜フォー・ナット・キング・コール』 - Nat King Cole Collection: A Jazz Piano Tribute (1998年、Spring Hill)
- Jazz Piano Christmas (1999年、Green Hill)
- 『マイ・ピアノ・コレクション〜フォー・エルヴィス・プレスリー』 - Love, Elvis (2000年、Spring Hill)
- Dream Dancing: Songs of Cole Porter (2001年、Spring Hill)
- 『アイル・テイク・ロマンス』 - I'll Take Romance (2002年、Spring Hill)
- Centennial Composers Collection (2002年、Green Hill)
- 『デイズ・オブ・ワイン・アンド・ロージーズ』 - Days of Wine and Roses (2003年、Village Square)
- Embraceable You (2004年、Green Hill)
- 『クワイエット・クリスマス』 - Quiet Christmas (2004年、Village Square)
- Sentimental Journey (2004年、Village Square)
- The Way You Look Tonight: The Romantic Songs of Jerome Kern (2004年、Green Hill)
- 『アン・アフェア・トゥ・リメンバー』 - An Affair to Remember: Romantic Movie Songs of the 1950s (2005年、Green Hill)
- The Nearness of You (2005年、Spring Hill)
- 『シナトラ・オン・サックス』 - Sinatra on Sax (2005年、CD Baby)
- Cheek to Cheek (2006年、Spring Hill)
- 『クワイエット・ロマンス』 - Quiet Romance (2006年、Village Square Music)
- 『アズ・タイム・ゴーズ・バイ』 - As Time Goes By (2007年、Village Square Music)
- Dream Dancing (2008年、Spring Hill)
- Dancing in the Dark: A Tribute to Fred Astaire (2008年、Green Hill)
- Dinner Music: Light Jazz (2008年、Green Hill)
- In a Sentimental Mood (2008年、Green Hill)
- My Romance: Romantic Songs of Richard Rodgers (2008年、Green Hill)
- 『マイ・ピアノ・コレクション〜フォー・イエスタデイ』 - Yesterday: A Solo Piano Tribute to the Music of the Beatles (2008年、Green Hill)
- 『モーメンツ・トゥ・リメンバー』 - Moments to Remember: Timeless Pop Hits of the 1950s (2009年、Green Hill)
- 『パリジャン・カフェ』 - Parisian Café (2009年、Green Hill) ※with デヴィッド・デヴィッドソン
- 『ウィンター・ロマンス』 - Winter Romance (2009年、Green Hill)
- Jazz Piano Christmas (2009年、Chordant Music Group)
- 『マイ・ピアノ・ロマンス』 - My Piano Romance (2010年、Green Hill)
- 『マイ・ピアノ・ジャーニー』 - My Piano Journey (2010年、Green Hill)
- 『マイ・ピアノ・クリスマス』 - My Piano Christmas (2010年、Green Hill)
- Swingin' with Sinatra (2010年、Green Hill)
- 『クリスマス・ジャズ』 - Christmas Jazz: Instrumental Jazz for the Holidays (2010年、Green Hill)
- 『マイ・ピアノ・メモリー』 - My Piano Memory (2011年、Green Hill)
- Cocktail Party (2011年、Green Hill)
- I Love Being Here with You: A Jazz Piano Tribute to Peggy Lee (2011年、Green Hill)
- Into Somethin'  (2011年、Green Hill)
- Love Letters: The Beegie Adair Romance Collection (2011年、Green Hill)
- Piano Music for Quiet Moments (2011年、Spring Hill)
- 『マイ・ピアノ・シングス ・ウィズ・ジェイミー・ポール』 - My Piano Sings (2012年、Green Hill)
- 『マイ・ジャズ・スタンダード〜イントゥ・サムシン』 - Into Somethin' - My Jazz Standard (2012年、Green Hill)
- 『マイ・ピアノ・カヴァーズ〜J-POP IN JAZZ』 - My Piano Covers J-Pop In Jazz (2012年、Green Hill)
- After the Ball (2012年、Green Hill) ※with ジェイミー・ポール
- Christmas and Cocktails (2012年、Green Hill)
- Christmas Elegance: Elegant Holiday Instrumentals Featuring Piano and Violin (2012年、Green Hill)
- Cocktail Party Piano: Elegant (2012年、Green Hill)
- Jazz and the Movies (2012年、Green Hill)
- Jazz for the Road (2012年、Green Hill)
- Trav'lin' Light: Instrumental Jazz for the Open Road (2012年、Burton Avenue Music) ※with Denis Solee
- Days of Wine and Roses: Songs of Johnny Mercer (2012年、Green Hill)
- Piano Music for Moms: Mother's Day Music Collection (2012年、Green Hill)
- Piano Music for Weddings (2012年、Green Hill)
- Save the Last Dance for Me: A Jazz Trio Salute to Timeless Pop Hits of the 1960s (2012年、Green Hill)
- The Real Thing: Live (2012年、Green Hill/Adair Music Group)
- As Time Goes By: Silver Screen Classics From The Golden Age Of Cinema (2013年、Green Hill)
- A Time for Love: Jazz Piano Romance (2013年、Green Hill)
- 『ジャズ・オン・ブロードウェイ』 - Jazz on Broadway (2013年、Green Hill) ※with ジャック・ジェスロー
- 『モニカ・レミー&ザ・ビージー・アデール・トリオ』 - Monica Ramey And The Beegie Adair Trio (2013年、Adair Music Group) ※with モニカ・レミー
- Sentimental Journey: Saluting the Greatest Generation With Classic Gems of the World War II Era (2013年、Green Hill)
- 『マイ・ピアノ・カヴァーズ〜ビューティフル・バラード』 - My Piano Covers Beautiful Ballads (2014年、Green Hill)
- The Good Life: A Jazz Piano Tribute to Tony Bennett (2014年、Green Hill)
- Vintage Jazz (2014年、Green Hill)
- By Myself (2014年、Green Hill)
- Too Marvelous for Words (2015年、Adair Music Group) ※with Don Aliquo
- Quiet Christmas: Solo Piano (2015年、Green Hill)
- Some Enchanted Evening (2016年、Green Hill) ※with モニカ・レミー
- Jazz Romance (2016年、Green Hill)
- 『マイ・ジャズ・ピアノ〜バイ・リクエスト』 - By Request (2017年、Green Hill)
- Gershwin on Sax (2018年、Green Hill) ※with Denis Solee
- Grover's Hat Project (2019年、CD Baby)
- Beegie Adair Collection (2020年)
- Best of Beegie Adair: Solo Piano Performances (2020年)
- Best of Beegie Adair: Jazz Piano Christmas Performances (2020年)
- 『マイ・ピアノ-トリオ・ベスト』 - My Piano Trio Best (2021年、Green Hill)
- 『マイ・ピアノ-ソロ・ベスト』 - My Piano Solo Best (2021年、Green Hill)
- Valentine's Day Jazz (2021年)
- Best of Beegie Adair: Jazz Piano Performances (2021年)
- Beegie Adair: The Collection [2021] (2021年)
- Winter Wonderland (2021年)
- Christmas Fireplace (2021年)
- Deep Cuts (2022年)